# Fuckin’ Kius Band
Die Fuckin’ Kius Band war eine deutsche Rockband.

## Geschichte
Gegründet wurde die Band zu Beginn der 1980er in dem Dorf Kius. In ihrer erfolgreichsten Phase fungierte neben Frontmann und Sänger Kulle Westphal Hannes Wendt als gleichberechtigter zweiter Frontmann und Sänger. Zu den Gründungsmitgliedern gehörte unter anderen Andi Feldmann, der jüngere Buder von Rötger „Brösel“ Feldmann. Weitere Bandmitglieder waren im Laufe der Zeit Didi Braetz, Didi Göllner, Hante Kjer, Norbert Lehre, Otto Feddern und Wolfgang Helle.
Die in den frühen 1980er Jahren gegründete Band veröffentlichte mehrere Alben und Singles und war insbesondere in den 1990er Jahren in Schleswig-Holstein für ihre Live-Auftritte bekannt. Überregionale Bekanntheit erlangte die Band 1988 mit ihrem Auftritte bei dem Werner-Rennen, dem Auftritte auf der Freilichtbühne Loreley und dem Jübek Open Air folgten. Auch Mitwirkung am Soundtrack der erfolgreichen Werner-Filme. Überdies gab es eine Zusammenarbeit mit Bela B. und Farin Urlaub von den Ärzten.
Teile der Band wohnten ihrerzeit gemeinsam in einer Künstler-WG in Ulsnis.
Nach dem frühen Tod ihres Sängers Kulle Westphal im Jahr 2011 blieben weitere Aktivitäten der Band aus.